# Pubblicazione della legge
In diritto, la pubblicazione della legge è la fase conclusiva del processo di produzione di una legge (o di una norma di pari rango, come l'atto avente forza di legge); essa, seguendo la promulgazione, conclude lo iter legis ordinario. Secondo alcune visioni funzionaliste, l'iter legis si concluderebbe con l'entrata in vigore della legge, mentre altri studiosi, in decisa prevalenza, ribattono che essendo l'applicazione (e l'eventuale sfalsamento temporale rispetto alla pubblicazione) effetto di una specifica previsione generale (in genere 15 giorni dopo la pubblicazione) o particolare (ad esempio, la previsione di un maggiore o minor termine, magari contenuta nella legge stessa), sarebbe proprio la pubblicazione a "consegnare" al diritto il nuovo strumento, e ne indicano riprova nelle numerose previsioni ordinamentali riguardanti il periodo fra la pubblicazione e l'entrata in vigore.

## Procedimento di pubblicazione
La pubblicazione della legge consiste nell'inclusione della norma testé irrogata nella Raccolta ufficiale degli atti normativi della Repubblica Italiana, e contemporaneamente nell'inclusione del suo testo nella Gazzetta Ufficiale della Repubblica Italiana (o nell'opportuno Bollettino Ufficiale della regione quando si tratti di legge regionale).
La pubblicazione è prerogativa e funzione del guardasigilli, cioè del ministro della Giustizia, che ne è responsabile e che cura e controlla la corretta distribuzione del testo normativo a tutti i comuni italiani, i quali hanno l'obbligo di rendere disponibile a chiunque per la libera consultazione l'intera raccolta delle leggi dello stato.
Il guardasigilli è inoltre tenuto a pubblicare la legge immediatamente: il terzo comma dell'art. 73 della Costituzione della Repubblica Italiana prescrive infatti che «Le leggi sono pubblicate subito dopo la promulgazione», dettato che la nota sentenza n. 163/1963 della Corte costituzionale interpretò precisando che «nello stabilire che le leggi sono pubblicate "subito dopo" la promulgazione, pone un obbligo preciso al Governo, cui pertanto rimane inibita ogni discrezionalità nella scelta del tempo per l'adempimento della potestà relativa, che deve essere limitato a quello strettamente necessario per le operazioni materiali richieste».
Al ministro della Giustizia spetta la pubblicazione di un erratum da pubblicare in Gazzetta Ufficiale qualora risultino discrepanze tra il testo pubblicato e quello contenuto nel documento originale (articolo 14 DPR n° 217 del 14 marzo 1986). Qualora, invece, risulti una discrepanza tra il testo del documento originale ed il testo deliberato dagli organi competenti, la rettifica spetta al Presidente del Consiglio dei Ministri (articolo 15, D.P.R. 217/1986).

## Finalità della pubblicazione
L'esigenza di pubblicazione della norma risponde al requisito di coerenza formale (perché la nuova norma possa avere pieno valore) che si sviluppa anche nella omogenea catalogazione ufficiale delle norme di un ordinamento giuridico. Nel sistema italiano, come detto, è prevista una raccolta ufficiale degli atti normativi; da un punto di vista formale, infatti, nei sistemi latini quod non est in registro non est in mundo, cioè ciò che non è ordinatamente collegato al sistema delle altre norme preesistenti (facendo capo alla Costituzione o allo statuto o comunque alla norma fondamentale di un dato ordinamento), non ha pieno valore e non può dunque avere efficace forza cogente. L'inclusione nella raccolta ufficiale è pertanto elemento necessario al perfezionamento della norma.
Per altro verso, dato l'altro importante principio per il quale ignorantia legis non excusat, il soggetto cui la norma si indirizza deve ben poter conoscere la norma che dovrà applicare e pertanto la pubblicazione risponde anche, in senso più comprensibilmente pratico, al "dovere" dell'ordinamento di portare correttamente a conoscenza degli interessati (tutti coloro che dovranno applicarla) la nuova norma.

## La data di pubblicazione
La data di pubblicazione, che spesso vediamo accompagnare la citazione di un testo normativo, ed il numero di Gazzetta o di Bollettino in cui è stato riportato, possono invece fornire importanti indicazioni sia nel caso che si debba valutare con precisione un termine temporale sia nei casi in cui è necessario accertarsi con precisione dell'applicabilità o meno della disposizione in seguito al trascorrere della vacatio legis sia in altri casi quale l'impugnazione in via principale delle leggi statali e regionali (nel termine di 60 giorni dalla pubblicazione, art. 127 Cost.) o degli statuti regionali ordinari (30 giorni dalla pubblicazione notiziale secondo l'interpretazione che la Corte costituzionale ha dato dell'art. 123, c. 2 Cost.) o la richiesta di referendum sulle leggi costituzionali e di revisione costituzionale e gli statuti ordinari o le leggi di modifica di tali statuti (tre mesi dalla pubblicazione notiziale ex artt. 138, c. 2 e 123, c. 3 Cost.).

## Pubblicazioni necessarie e non necessarie
Si distinguono  pubblicazioni necessarie, cioè che si pongono come presupposto dell'entrata in vigore dell'atto che hanno ad oggetto, e  pubblicazioni non necessarie, che rispondono ad altre finalità.
Tra queste ultime, alcune sono tali per loro qualità intrinseca, altre invece sarebbero astrattamente idonee ad essere necessarie ma l'ordinamento per scelta non ricollega alla loro pubblicazione l'efficacia dell'attopio quella che avviene nelle raccolte ufficiali di usi curate dalle camere di commercio secondo l'articolo 9 delle Disposizioni preliminari al Codice civile.
Alla seconda categoria invece appartengono le pubblicazioni notiziali endoprocedimentali, come ad esempio quella della legge costituzionale che abbia ottenuto solo la maggioranza assoluta in seconda votazione e debba attendere per entrare in vigore tre mesi nell'eventualità della richiesta di referendum confermativo ex art. 138 comma 2 della Costituzione italiana, oppure quella degli Statuti regionali ordinari e delle leggi statutarie delle Regioni e Province a Statuto speciale in attesa del decorso di 3 mesi nell'eventualità della richiesta di analogo referendum confermativo ex 123 Cost.
Anche la ripubblicazione di testi normativi già sottoposti ad una pubblicazione necessaria si qualifica come pubblicazione non necessaria: ad es. nel caso di testi unici meramente compilativi, di ripubblicazioni di atti normativi e regolamentari regionali nella Gazzetta Ufficiale della Repubblica Italiana o viceversa di atti normativi e regolamentari statali nei bollettini ufficiali regionali o provinciali, oppure nel caso di decreti legge convertiti con emendamenti o di testi normativi molto lunghi ripubblicati con l'ausilio di note a margine. Anche la versione telematica della Gazzetta Ufficiale sarebbe un caso di ripubblicazione non necessaria.